# 高知県道23号須崎仁ノ線
高知県道23号須崎仁ノ線（こうちけんどう23ごう すさきにのせん）は、高知県須崎市から高知市へ至る県道（主要地方道）である。宇佐大橋へ分岐する交差点以東は黒潮ラインの愛称を持つ。

## 概要

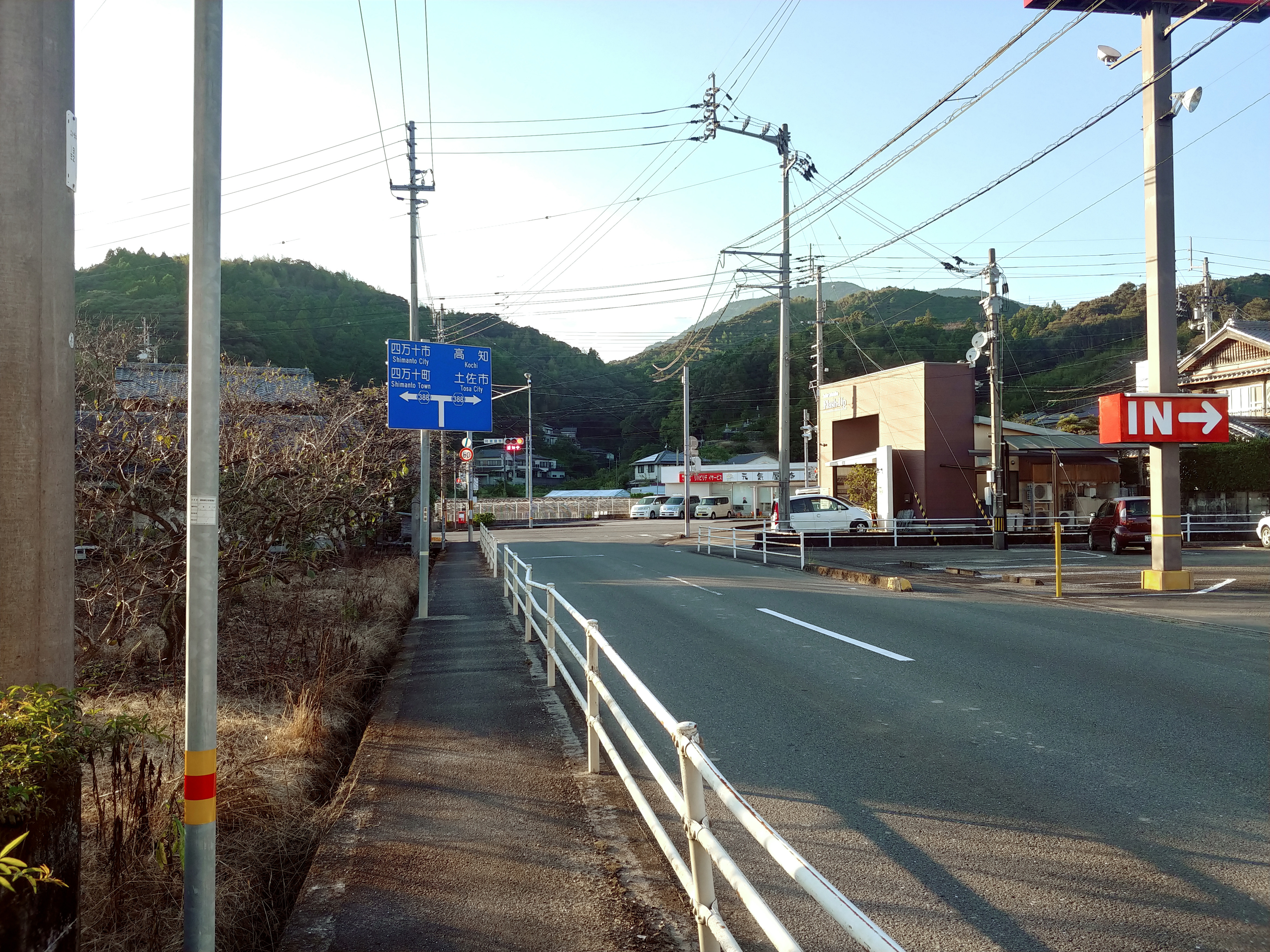
高知県道23号起点付近

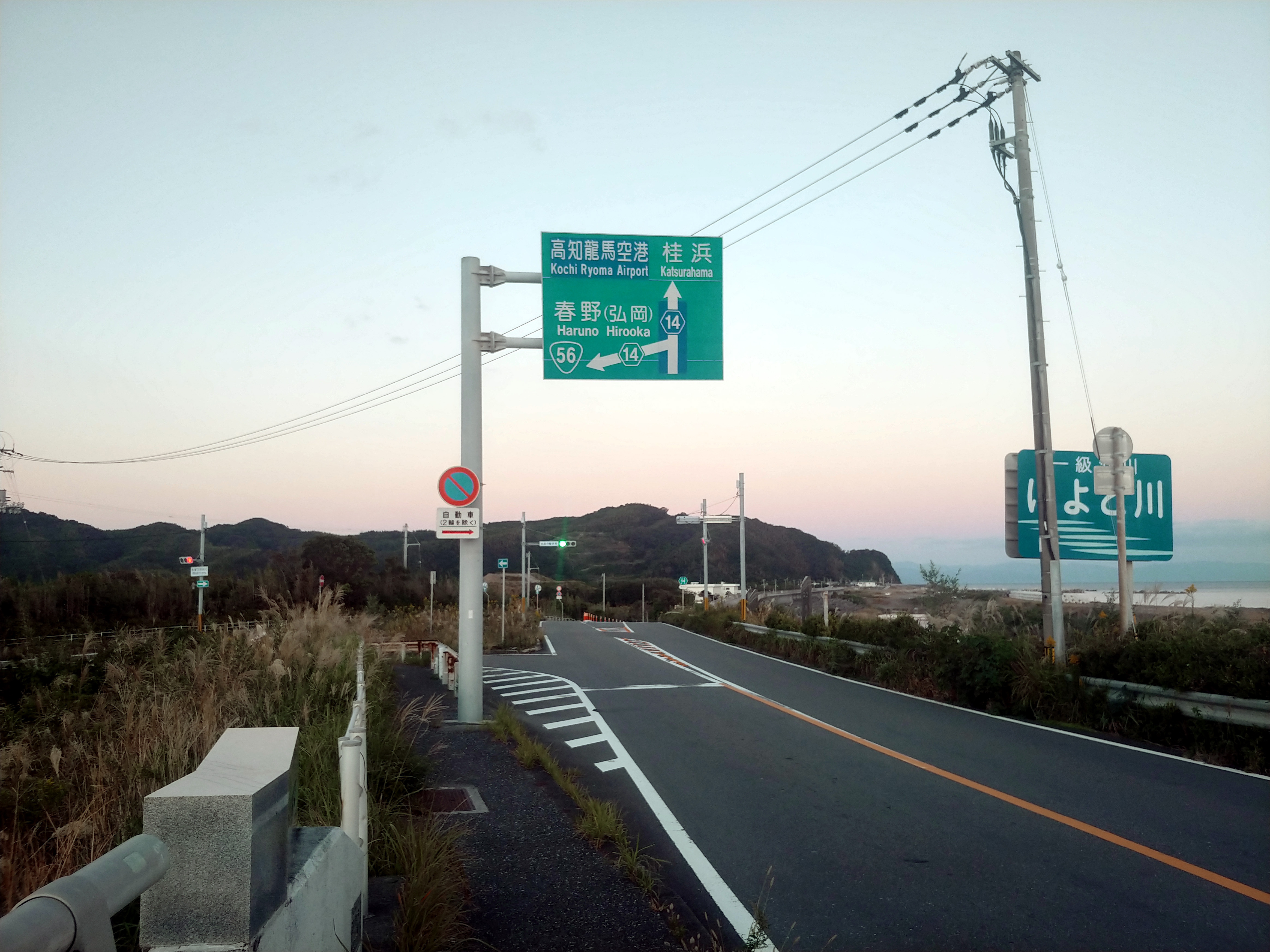
高知県道23号終点付近

須崎市の県道388号（国道56号旧道）を起点とし、鳥坂トンネルを越え浦ノ内湾へと至る。そこから湾北岸に沿って東進し、宇佐大橋からの道を併せた後は太平洋に沿う。仁淀川へかかる仁淀川河口大橋を渡った直後の県道14号との交差点が終点である。

### 路線データ
- 起点 : 須崎市吾井郷（高知県道388号吾井郷下分線交点）
- 終点 : 高知市春野町仁ノ（高知県道14号春野赤岡線交点）

## 路線状況

### 重複区間
- 高知県道47号横浪公園線：須崎市浦ノ内西分 - 須崎市浦ノ内東分

### 道路施設

#### トンネル
- 鳥坂トンネル（延長265.0 m、幅6.2 m）1968年（昭和43年3月）完成[1]
- 浦の内隧道（延長250.0 m、幅5.5 m）1957年（昭和32年3月）完成[1]

#### 橋梁
- 土﨑高架橋（橋長168.5 m、幅11.0 m）1988年（昭和63年3月）完成[1]
- 塩木橋（橋長42.9 m、幅6.5 m）1962年（昭和37年）完成[1]
- 横浪大橋（橋長30.1 m、幅6.8 m）1967年（昭和42年3月）完成[1]
- 灰方川橋（橋長16.0 m、幅5.9 m）1952年（昭和32年）完成[1]
- 大川橋（橋長11.6 m、幅8.0 m）2001年（平成13年3月）完成[1]
- 仁淀川河口大橋（橋長1007 m、幅9.0 m）1977年（昭和52年3月）完成[1]

## 地理

### 通過する自治体
- 須崎市
- 土佐市
- 高知市

### 交差する道路
- 高知県道388号吾井郷下分線（起点）
- 高知県道314号浦ノ内仏坂多ノ郷停車場線（須崎市妙見町、間接接続）
- 国道56号（須崎市神田、間接接続）
- 高知県道47号横浪公園線（須崎市浦ノ内）
- 高知県道314号浦ノ内仏坂多ノ郷停車場線（須崎市浦ノ内）
- 高知県道47号横浪公園線（土佐市宇佐町宇佐）
- 高知県道39号土佐伊野線（土佐市宇佐町宇佐）
- 高知県道282号新居中島線（土佐市新居）
- 高知県道14号春野赤岡線（終点）

### 沿線にある施設など
- 浦ノ内湾
- 宇佐しおかぜ公園
- 新居緑地公園
- 新居地区観光交流施設 南風（まぜ）

## 歴史

### 高知県道中島-宇佐-須崎線
2021年現在の高知県道23号須崎仁ノ線の前身である、 旧高知県道中島-宇佐-須崎線のうち、土佐市側の高岡郡道中島-宇佐線は、土陽新聞によると1899年（明治32年）9月頃には中島-新居間が完成しており、1900年（明治33年）4月頃には宇佐まで延伸し開通したとされている。郡制廃止後、中島-宇佐線は県道に昇格した。
また、須崎側は1902年（明治35年）、高岡郡道として大坊～中甫間7.6kmの建設が開始され、数年後に竣工したことから始まる
（その建設の際、現在の鳥坂を通るルートとするか、仏坂を通すルート（現在の高知県道314号）とするか、周辺地区を含めて引き合いがあったようである）。
大正12年に郡制が廃止され、大正14年7月、大坊～中甫間の郡道に押岡から多ノ郷駅間の道路を編入し県道に昇格した。その後、東側へ延伸していき、浦ノ内隧道の完成などを経て昭和34年4月、土佐市側の旧郡道中島-宇佐線に接続し、高知県道中島-宇佐-須崎線として全線開通した。